# 丸山晶代
丸山 晶代（まるやま あきよ、1969年（昭和44年）8月16日 - ）は、ちくわぶ料理研究家。
本名：大貫 晶代（おおぬき あきよ）、旧姓：丸山。

## 人物
東京都足立区生まれ。幼少の頃より動物好き。猫好きが高じて「元祖猫商　丸山商店」という猫グッズのネットショップを運営。
その一方、東京下町に育ってきた丸山晶代は、幼少の頃より食べ親しんでいた大好物の食材「ちくわぶ」が、東京近郊でもほぼおでんでしか食べられていない（しかも他の家庭ではおでんでのみしか食べられていない事実）ことにショックを受け（寝込んだというエピソードがある）、また大の料理好きとあり、その大きな可能性と美味しさを全国区に広めるため、2011年9月よりちくわぶ料理研究家として活動開始。様々なちくわぶ料理レシピを考案。現在ちくわぶ料理レシピは500以上。
ちくわぶ料理のフルコースが食べられるイベント「ちくわぶナイト」を2011年よりスタート。2018年10月10日までで47回開催。

以後本人曰く、「謎の使命感」でちくわぶを全国区に、年間商品にするべくレシピ開発の他に、ちくわぶの曲やグッズ等を制作している。
「元祖猫商　丸山商店」では、売り上げの1割を地域猫の為に寄付、さらに保護猫の預かりボランティア等も行っている。
また、かつては鶯谷で「ねこまる茶房」というカフェを運営し、料理や飲み物をすべて猫型にして提供。そこでちくわぶナイトも開催していた。（2016年引っ越しのため閉店）
2019年5月28日には、「マツコの知らない世界」に出演。
ちくわぶの発祥、東京近郊でしか食べられていない理由、ちくわぶメーカー取材などちくわぶを徹底的に掘り下げた『ちくわぶの世界』を2019年に出版
本人の地元でもあり、ちくわぶメーカーやちくわぶを提供するお店が多いことから「北区赤羽をちくわぶの聖地」として盛り上げ
ちくわぶを東京名物、東京土産にしたいと奮闘している

## ちくわぶナイト
2011年9月28日より不定期開催。前菜からデザートまでちくわぶ料理のフルコースを出していた。
貸切での開催もあり、おでん研究家の新井由己やちくわぶ好きで有名なクレイジーケンバンドの小野瀬雅生も参加。
1番の人気メニューは「ちくわぶの唐揚げ」で参加者のほとんどが追加オーダーしていたが、冷めると絶望的に不味いらしい。
イベントでは、ちくわぶ料理のアドバイスやちくわぶのうんちく等の話も盛り上がっていた。
ちくわぶナイトはSNSを中心に話題になり、予約がとれない人気イベントであったにも関わらず、引っ越しの為現在は不定期開催。

## ちくわぶの日
宮城県塩釜市の練製品メーカー㈱阿部善商店とちくわぶの全国普及を目的に日本記念日協会を介して2018年に10月10日をちくわぶの日と共同制定した。
ちくわぶの形が棒状で穴が開いていることから10月10日を選定。当日は2年ぶりのちくわぶナイトを開催。

## ちくわぶ料理教室
- 2013年12月3日　ララちゃんのおうち
- 2014年1月25日　ねこまる茶房
- 2016年11月29日・12月13日　ララちゃんのおうち

## ちくわぶの曲
ちくわぶを普及させる為に丸山晶代自ら作詞を手がけ、歌っている。
「ちくわぶ食べようよ！」「ちくわぶ of love」2曲の作曲と演奏は丸山晶代がかつて大ファンだった元有頂天のギタリストで、現在Sharki Romaでウードを演奏する、ミュージシャンで作曲家のハッカイこと渡邉博海に依頼。
「食べに来て！ちくわぶ」ちくわぶをdisる関西の方へ向けた曲で、丸山晶代が大ファンだったGO BANG'Sの「あいにきて I need you」の替え歌

## メディア
- 2012年10月20日　@nifty「デイリーポータルZ」「ちくわぶ料理の可能性を見極めたい」
- 2013年3月　B‐plus「まだまだあった！　研究家が教えるちくわぶ料理　～ちくわぶ続報～」
- 2013年9月　「ちくわぶ」ウィキペディア
- 2014年2月14日　「News ACT」ハンバーグ、から揚げ、ティラミス…その全てが”ちくわぶ”！ちくわぶ料理研究家のちくわぶ料理フルコースを体験しに「ちくわぶナイト」行って来た
- 2014年6月9日　J-COＭ「ステキ＋Life」
- 2015年7月30日　TOKYO MX「5時に夢中！」
- 2015年11月16日　ニッポン放送「垣花正 あなたとハッピー！」
- 2015年11月26日　雑誌「大人の流儀」Vol.15（歴史人1月号増刊）巻頭おでん特集　ちくわぶ料理研究家としてインタビューとちくわぶ料理のレシピ掲載（38-39p）
- 2015年12月26日　BSフジ「極皿～食の因数分解」おでん特集でちくわぶナイトの様子と丸山晶代出演
- 2015年12月26日　ぐるなび「みんなのごはん」同好の士よ集え！ちくわぶの隠れた可能性を食べ尽くす「ちくわぶナイト」が魅力的すぎる
- 2016年3月2日　ぐるなび「みんなのごはん」安ウマ簡単！関東ローカルの小麦粉食品「ちくわぶ」が日本中の食卓に並ぶ（日も近い）スーパーレシピ
- 2016年4月17日　日本テレビ「ニノさん」
- 2016年8月4日　bayfm「Power Bay Morning」
- 2016年9月22日・9月29日　interFM　嘉衛門Presents 「The Road」～take the one less traveled～
- 2016年11月9日　SBS 静岡放送「GOGOワイド　らぶらじ らぶらじライフ」
- 2017年1月11日　TBSラジオ「ジェーン・スー　生活は踊る」
- 2017年1月　「AERA」ジェーン・スーコラムに掲載
- 2017年1月29日　TBSラジオ「高見沢俊彦のロックばん」
- 2017年2月15日　文化放送「福井謙二グッモニ」エンタメいまのうち
- 2018年5月17日　NHKラジオ「ごごラジ！」趣味の道・マニアの道
- 2019年5月28日　TBSテレビ「マツコの知らない世界」

## 出展
1.雑学ネタ帳　ちくわぶの日（10月10日 記念日）
丸山晶代プロフィール